# Аржийи
Аржийи́ (фр. Argilly) — коммуна во Франции, находится в регионе Бургундия. Департамент коммуны — Кот-д’Ор. Входит в состав кантона Нюи-Сен-Жорж. Округ коммуны — Бон.
Код INSEE коммуны — 21022.

## Население
Население коммуны на 2010 год составляло 465 человек.
| 1962 | 1968 | 1975 | 1982 | 1990 | 1999 | 2010 |
| ---- | ---- | ---- | ---- | ---- | ---- | ---- |
| 302  | 265  | 266  | 333  | 420  | 423  | 465  |

## Экономика
В 2010 году среди 314 человек трудоспособного возраста (15—64 лет) 245 были экономически активными, 69 — неактивными (показатель активности — 78,0 %, в 1999 году было 76,0 %). Из 245 активных жителей работали 229 человек (120 мужчин и 109 женщин), безработных было 16 (9 мужчин и 7 женщин). Среди 69 неактивных 17 человек были учениками или студентами, 35 — пенсионерами, 17 были неактивными по другим причинам.